# Villa de Arista
Villa de Arista é um município do estado de San Luis Potosí, no México.